# Вила Санто Стефано
Вила Санто Стефано (итал. Villa Santo Stefano) је насеље у Италији у округу Фрозиноне, региону Лацио.
Према процени из 2011. у насељу је живело 451 становника. Насеље се налази на надморској висини од 217 м.

## Становништво
| 1931. | 1936. | 1951. | 1961. | 1971. | 1981. | 1991. | 2001. | 2011. |
| ----- | ----- | ----- | ----- | ----- | ----- | ----- | ----- | ----- |
| 1.833 | 1.880 | 2.037 | 1.795 | 1.684 | 1.727 | 1.731 | 1.763 | 1.707 |